# Tora (nome)
Tora  è un nome proprio di persona scandinavo femminile.

## Varianti
- Femminili: Thora[1], Tove[1]
  - Faroese: Tóra
  - Islandese: Þóra
  - Norreno: Þóra, Tófa[1]
  - Norvegese: Tuva[1], Torø[1]
  - Svedese: Tova[1], Tuva[1]

## Origine e diffusione
Continua il nome norreno Þóra, che potrebbe trattarsi tanto di una forma femminile di Þórr (l'attuale Thor) quanto di un'abbreviazione di svariati prenomi norreni che cominciavano con l'elemento Þórr ("tuono"). Le forme Tova, Tove e Tuva sono derivate da Tófa un diminutivo analogo a Þóra.
Il nome è portato, nella mitologia norrena, dalla moglie del re danese Ragnarr Loðbrók, Þóra Town-Hart.

## Persone

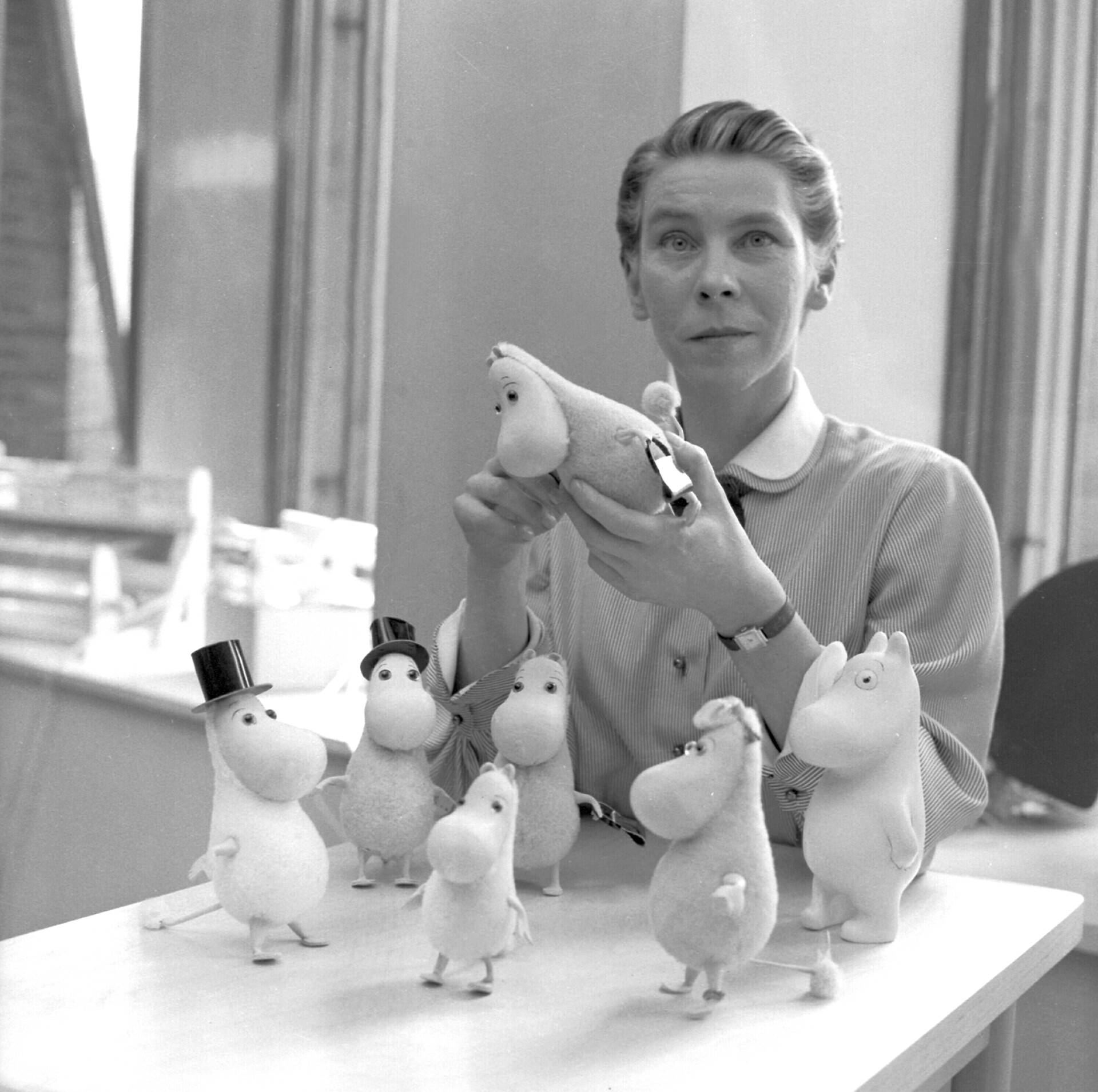
Tove Jansson

- Tora Berger, biatleta e fondista norvegese
- Tora Suber, cestista statunitense

### Variante Thora
- Thora Birch, attrice statunitense
- Thora Meyer-Efland, pentatleta tedesca

### Variante Tove
- Tove Alexandersson,  orientista e sci orientista svedese
- Tove Jansson, scrittrice e pittrice finlandese
- Tove Lo, cantante svedese
- Tove Nilsen, scrittrice norvegese
- Tove Styrke, cantautrice e musicista svedese